# Каштру-Марин
Каштру-Марин (порт. Castro Marim; ['kaʃtɾu mɐ'ɾĩ]) — посёлок городского типа в Португалии, центр одноимённого муниципалитета округа Фару. Численность населения — 3 тыс. жителей (посёлок), 6,5 тыс. жителей (муниципалитет). Посёлок и муниципалитет входят в регион Алгарве и субрегион Алгарве. Часть городской агломерации Большое Алгарве.

## Расположение
| Google Map (недоступная ссылка — история). |

Город расположен рядом с рекой Гвадиана, близ впадения её в Кадисский залив в 5 км от берега Атлантического океана.
Расстояние до:
- Лиссабон — 223 км,
- Севилья — 130 км
- Фару — 49 км.
- Бежа — 96 км

Муниципалитет граничит:
- на севере — муниципалитет Алкотин
- на востоке — Испания (через реку Гвадиана)
- на юге — муниципалитет Вила-Реал-де-Санту-Антониу и Атлантический океан
- на западе — муниципалитет Тавира

## Население
| 1801 | 1849 | 1900 | 1930 | 1960 | 1981 | 1991 | 2001 | 2004 |
| 5020 | 4874 | 8308 | 9402 | 9992 | 7297 | 6803 | 6593 | 6495 |

## История
Посёлок основан в 1277 году.

## Районы
| Фрегезии (районы) муниципалитета Каштру-Марин | Фрегезии (районы) муниципалитета Каштру-Марин | Фрегезии (районы) муниципалитета Каштру-Марин | Фрегезии (районы) муниципалитета Каштру-Марин | Фрегезии (районы) муниципалитета Каштру-Марин | Фрегезии (районы) муниципалитета Каштру-Марин | Фрегезии (районы) муниципалитета Каштру-Марин |
| --------------------------------------------- | --------------------------------------------- | --------------------------------------------- | --------------------------------------------- | --------------------------------------------- | --------------------------------------------- | --------------------------------------------- |
| №                                             | Наименование                                  | Оригинальное наименование                     | Кол-во жителей чел.(2001)                     | Территория км²                                | Плотность чел./км²                            | Почтовый индекс                               |
| 1                                             | Азиньял                                       | Azinhal                                       | 692                                           | 67,96                                         | 10,18                                         | 8950-000 AZINHAL CTM                          |
| 2                                             | Алтура                                        | Altura                                        | 1920                                          | 10,88                                         | 176,47                                        | 8950-000 ALTURA                               |
| 3                                             | Каштру-Марин                                  | Castro Marim                                  | 3047                                          | 79,21                                         | 38,47                                         | 8950-000 CASTRO MARIM                         |
| 4                                             | Оделейти                                      | Odeleite                                      | 934                                           | 141,78                                        | 6,59                                          | 8950-000 ODELEITE                             |